# 春艷
余承恩（1992年12月26日—），藝名春艷，是出身臺灣臺北的饒舌創作歌手。

## 經歷
2013年參加台灣饒舌battle競賽“DISS:RBL”意外竄紅，以怪咖滑板少年為形象，在網絡社群上迅速累積許多粉絲。 2014年發行迷你專輯《大男孩主義》；隔年發行數位專輯《鬧青》。2015年底，與搭擋Leo王組成雙人嘻哈團體夜貓組，於顏社傳奇十年感謝祭大舞台上首次登場。2017年夏末，發行團體首張專輯《健康歌曲 OwO》，更以這張專輯入圍第29屆金曲獎最佳演唱組合獎，並拿下第9屆金音獎最佳專輯獎。2020年年底發行在顏社的第一張個人專輯《感恩的心》，並拿下第12屆金音獎最佳嘻哈專輯獎。